# Paltin (Szeben megye)
Paltin, falu Romániában, Erdélyben, Szeben megyében, Bojca községben.

## Fekvése
Bojca közelében fekvő település.

## Története
1956-ban keletkeztett. A 2002 évi népszámláláskor 420 lakosa volt.